# Lisboa Oriente
Lisboa Oriente je železniční stanice ve čtvrti Parque das Nações, asi 6 kilometrů od centra Lisabonu. Jde o jeden z hlavních dopravních uzlů v Portugalsku. Modernistický architektonický návrh s určitými ohlasy gotiky je dílem Španěla Santiago Calatravy. Nádraží bylo postaveno v roce 1998 u příležitosti výstavy Expo 98. Nádraží pokrývá plochu 175 000 m². Zastřešeno je 238 metrů kolejí. Zastřešení je tvořeno ocelovým skeletem, hlavní stavba je železobetonová. Nádraží je propojeno se stanicí metra, vysokorychlostní příměstskou a regionální železnicí a autobusovým nádražím. Součástí areálu je i velké nákupní centrum (Centro Vasco da Gama) a policejní stanice.